# Félix Dja Ettien
Félix Dja Ettien Yohou (Abidjan, 26 de setembro de 1979) é um ex-futebolista da Costa do Marfim que atuava como meio-campista ou lateral-direito.

## Carreira
Famoso por sua força física e velocidade, Ettien iniciou a carreira em 1996, no USC Bassam. Deixou a Costa do Marfim no ano seguinte para jogar no Levante, que disputava na época a Segunda Divisão Espanhola. Em sua primeira temporada, foram apenas 7 partidas disputadas. Ele ainda enfrentou problemas com o treinador Roberto Álvarez, que o ignorava pelo fato de o meia não falar espanhol ou acreditava que Ettien havia contraído malária ou AIDS quando adoecia.
Desde então, virou um dos principais jogadores dos Granotes, onde foi campeão da segunda divisão em 2003–04, conquistando ainda o acesso à La Liga, que o clube não jogava desde 1964–65. Foram 34 jogos e 2 gols marcados, porém não evitou o rebaixamento. Ettien permaneceu no Levante até a temporada 2007–08, quando a equipe foi novamente rebaixada à segunda divisão (na temporada anterior, o marfinense disputou 34 jogos e fez 2 gols, garantindo a permanência em La Liga). Devido aos problemas financeiros do Levante, deixou o clube em julho de 2008 após 324 jogos oficiais (81 em La Liga).
Em 2009, passou por testes no Guijuelo, que ensaiou contratar o marfinense, porém o treinador dos Chacineros, Ángel González Crego, descartou Ettien (alegando que o meia estava 2 anos fora dos gramados e não tinha ritmo de jogo), e também não foi bem-sucedido no Astra Ploieşti (Romênia)..
Em janeiro de 2011, assinou com o Alzira equipe da Segunda División B espanhola, atuando em 5 jogos.
Em 2018, após fracassar em seus negócios, Ettien foi resgatado pelo presidente da Real Federação Espanhola de Futebol e também ex-jogador do Levante, Luis Rubiales, para ser o motorista do ônibus da entidade.

## Seleção Marfinense
Ettien disputou 6 jogos pela Seleção Marfinense entre 2001 e 2008, mas não disputou nenhum torneio oficial com a camisa dos Elefantes.
Pela seleção Sub-20, integrou o elenco que participou da Copa do Mundo da categoria, em 1997, que tinha como destaques o também meio-campista Idrissa Keita e o atacante Bonaventure Kalou, que disputaria a Copa de 2006 e 4 edições da Copa das Nações Africanas.

## Títulos
Levante
- Segunda Divisão Espanhola:  2003–04